# スーペルコッパ・プリマヴェーラ
スーペルコッパ・プリマヴェーラ（Supercoppa Primavera）は、イタリアのプロサッカーリーグであるレガ・カルチョに所属するクラブのユースチームによって行われるカップ戦である。2004年より開催されている。
前年度のカンピオナート・プリマヴェーラの優勝チームとコッパ・イタリア・プリマヴェーラの優勝チームが、新シーズン開幕前に試合を行う。

## 歴代優勝チーム
- 2004年 レッチェ
- 2005年 レッチェ
- 2006年 ユヴェントス
- 2007年 ユヴェントス
- 2008年 サンプドリア
- 2009年 ジェノア
- 2010年 ジェノア
- 2011年 フィオレンティーナ
- 2012年 ローマ
- 2013年 ユヴェントス
- 2014年 ラツィオ
- 2015年 トリノFC
- 2016年 ローマ
- 2017年 インテル